# Fontconfig
Knihovna fontconfig je softwarová knihovna pro poskytování konfigurací písem a jejich výčtu ostatním programům, které toto vyžadují. Byl původně napsán a udržován Keithem Packardem.
Knihovna je používána typicky na grafických nadstavbách systému Linux a dalších Unixových systémech postavených na technologiích Xorg či Wayland, kde je důležitou součástí pro prací s písmy, ačkoliv jej můžete někdy nalézt i na dalších platformách jako jsou aplikace portované do prostředí Microsoft Windows., např. GIMP.

## Použití
Koncoví uživatelé mohou používat knihovnu fontconfig a to ať již přímo, tak i nepřímo, aby si upravili písma na svém systému.
Aplikace mohou používat knihovnu dvěma způsoby:
1. dotazováním se na písma dostupná v systému
2. dotazováním se přímo na konkrétní atributy písma (např. řez písma)

Aby bylo možné provádět operace vyhledávání podle řezu písma či dalších atributů, ukládá nástroj typografické informace o nainstalovaných písmech, včetně názvu písma, rodiny písma, řezu, stylu, rozlišení DPI a podpoře Unicode. Toto umožňuje i nahradit písmo jiným v případě nedostupnosti konkrétního písma.

## Konfigurace
Nástroj používá jazyku XML pro ukládání svých konfiguračních souborů. Definice typu dokumentu DTD se ve výchozím nastavení nachází v souboru /etc/fonts/fonts.dtd.
Hlavní konfigurační soubor - běžně /etc/fonts/fonts.conf - se odkazuje na několik dalších konfiguračních souborů:
- /etc/fonts/fonts.conf
- /etc/fonts/conf.d
- $XDG_CONFIG_HOME/fontconfig/conf.d
- $XDG_CONFIG_HOME/fontconfig/fonts.conf
- ~/.fonts.conf.d
- ~/.fonts.conf

Příklad jednoduchého konfiguračního souboru je:
```
<?xml version="1.0"?>
<!DOCTYPE fontconfig SYSTEM "fonts.dtd">
<fontconfig>
    <match target="font">

 
       <edit mode="assign" name="antialias"><bool>true</bool></edit>

 
   </match>
</fontconfig>
```

## Nástroje
Knihovna fontconfig obsahuje několik utilit pro správu písem a dotazování se na ně:
- fc-list: Zobrazuje všechna písma, o kterých knihovna ví či má jejich řezy
- fc-match: Vyhledává písmo pomocí řezu či najít alespoň písmo podobného řezu
- fc-cache: Vytváří mezipaměť (cache) všech písem typu FreeType
- fc-cat: Vypísuje informace o písmu
- fc-query: Dotazuje se na písma v systému a poskytuje výsledné řezy písem
- fc-scan: Prohledává soubory písem a adresáře a poskytuje informace o jejich řezech
- fc-pattern: Zobrazuje nejlepší písma požadovnaného řezu
- fc-validate: Ověřuje soubory písem a ukazuje výsledky ověření